# چهوپخالی
چهوپخالی (به لاتین: Chhopkhali) یک منطقهٔ مسکونی در بنگلادش است که در ناحیه برگونه واقع شده‌است.